# Saison 2017 de l'équipe cycliste Roubaix Lille Métropole
La saison 2017 de l'équipe cycliste Roubaix Lille Métropole est la onzième de cette équipe.

## Préparation de la saison 2017

### Arrivées et départs
| Arrivées          | Équipe 2016           |
| ----------------- | --------------------- |
| Jérémy Cabot      | SCO Dijon             |
| Joeri Calleeuw    | Verandas Willems      |
| Dylan Kowalski    | VC Rouen 76           |
| Jérémy Lecroq     | CC Nogent-sur-Oise    |
| Lander Seynaeve   | Wanty-Groupe Gobert   |
| Nicolas Vereecken | An Post–ChainReaction |
| Emiel Vermeulen   | 3M                    |

| Départs           | Équipe 2017                    |
| ----------------- | ------------------------------ |
| Rudy Barbier      | AG2R La Mondiale               |
| Dieter Bouvry     | Pauwels Sauzen-Vastgoedservice |
| Nicolas Moncomble | Dunkerque Littoral-Cofidis     |
| Daan Myngheer     | décès                          |
| Florent Pereira   | Pro Immo Nicolas Roux          |
| Jimmy Turgis      | Cofidis                        |
| Maxime Vantomme   | WB-Veranclassic-Aqua Protect   |
| Louis Verhelst    | Pauwels Sauzen-Vastgoedservice |

## Coureurs et encadrement technique

### Effectif

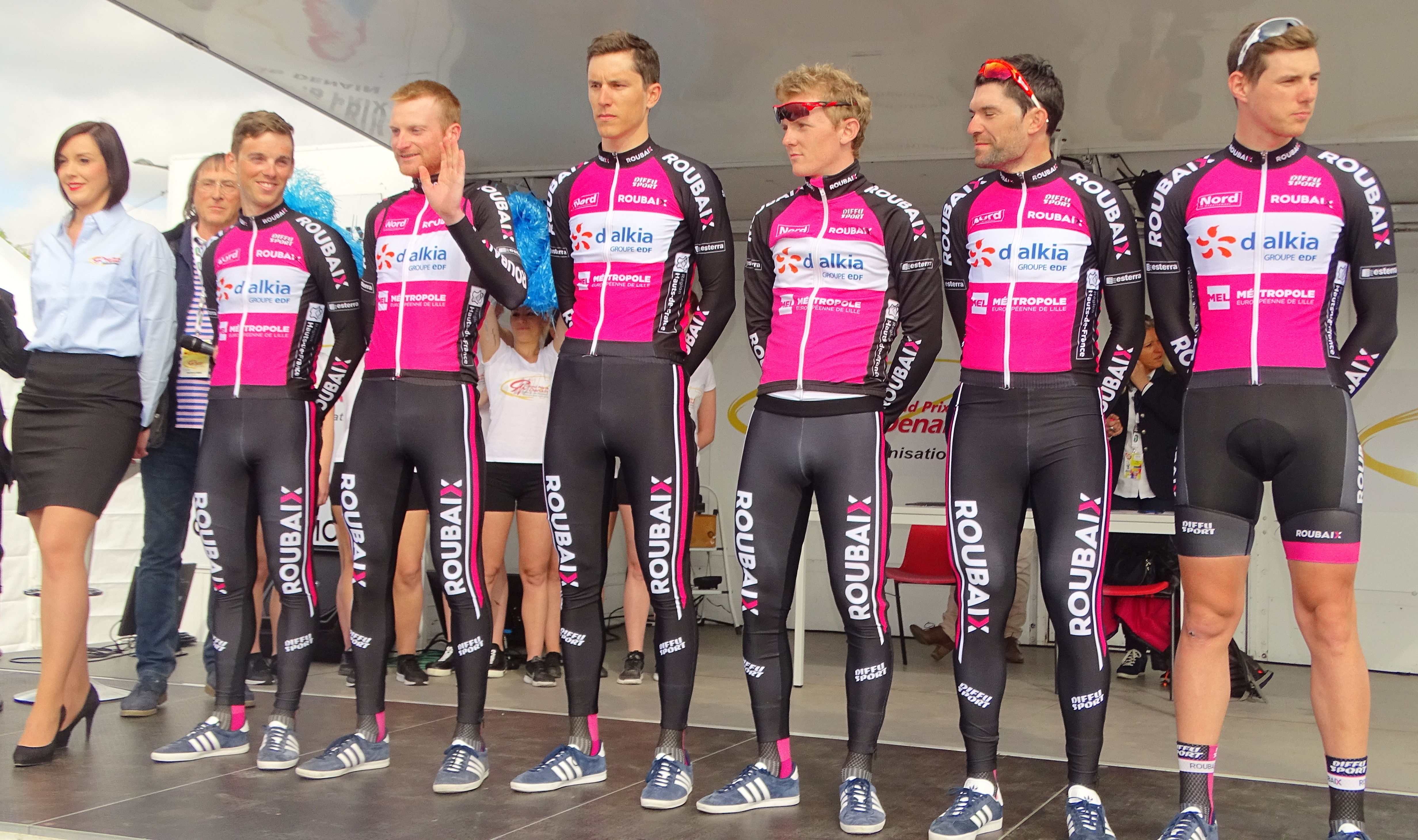
L'équipe Roubaix Lille Métropole lors du Grand Prix de Denain.

| Cycliste          | Date de naissance | Nationalité | Équipe 2016                           |  |
| ----------------- | ----------------- | ----------- | ------------------------------------- |  |
| Julien Antomarchi | 16 mai 1984       | France      | Roubaix Métropole européenne de Lille |  |
| Jérémy Cabot      | 24 juillet 1991   | France      | SCO Dijon                             |  |
| Joeri Calleeuw    | 5 août 1985       | Belgique    | Verandas Willems                      |  |
| Dylan Kowalski    | 26 janvier 1994   | France      | VC Rouen 76                           |  |
| Jérémy Lecroq     | 7 avril 1995      | France      | CC Nogent-sur-Oise                    |  |
| Jérémy Leveau     | 17 avril 1992     | France      | Roubaix Métropole européenne de Lille |  |
| Félix Pouilly     | 22 septembre 1994 | France      | Roubaix Métropole européenne de Lille |  |
| Lander Seynaeve   | 29 mai 1992       | Belgique    | Wanty-Groupe Gobert                   |  |
| Nicolas Vereecken | 21 février 1990   | Belgique    | An Post–ChainReaction                 |  |
| Emiel Vermeulen   | 16 février 1993   | Belgique    | 3M                                    |  |

## Bilan de la saison

### Victoires
| Date | Course | Pays | Classe | Vainqueur |
| ---- | ------ | ---- | ------ | --------- |